# IRAS
IRAS (InfraRed Astronomical Satellite) je astronomický teleskop na oběžné dráze kolem Země pracující v infračerveném oboru spektra. Od svého vypuštění v roce 1983 raketou Delta zaznamenala družice statisíce opticky neviditelných infračervených zdrojů. Jako první nasnímala i samotné jádro naší Galaxie. Objevila také šest nových komet a získala nové údaje o dalších 25 už známých kometách.
Samotný infračervený dalekohled je umístěn v Dewarově nádobě obsahující 500 litrů tekutého hélia, aby nasnímané údaje nepřekrylo infračervené záření samotné družice. Infračervený dalekohled tvořící hlavní část jejího vědeckého vybavení a má průměr objektivu 570 mm a sekundární zrcadlo odráží paprsky na soustavu celkově 70 detektorů, ze kterých 8 pracuje ve viditelné části spektra a ostatní v infračervené.

## Popis objektu
Družice má tvar válce o průměru 2,16 m a s délkou 3,60 m. Elektrickou energii jí dodávají solární panely s rozpětím 3,24 m. Její řízení zabezpečují dva počítače s kapacitou paměti 2× 32 kilobajtů. Zaznamenané údaje se ukládají na dvě magnetopáskové jednotky, které mají celkovou kapacitu 450 Mbit. Na Zem se údaje přenášejí rychlostí 4 kbit/s. Hlavním vědeckým přístrojem je infračervený dalekohled. Primární zrcadlo s průměrem 570 milimetrů a ohniskovou vzdáleností 5,5 metru je vyrobeno z berylia. Zorné pole dalekohledu má šířku 63', což je asi dvojnásobek průměru měsíčního kotouče v úplňku. Sekundární zrcadlo odráží paprsky na soubor měřících přístrojů, který tvoří 62 infračervených detektorů, 8 optických detektorů a 3 doplňkové experimenty souhrnně označené DAX (Dutch Additional Experiment).
Hlavní přijímací stanice a řídicí středisko OCC (Operations Control Centre) je umístěné v Chiltonu ve Velké Británii.

## Průběh mise

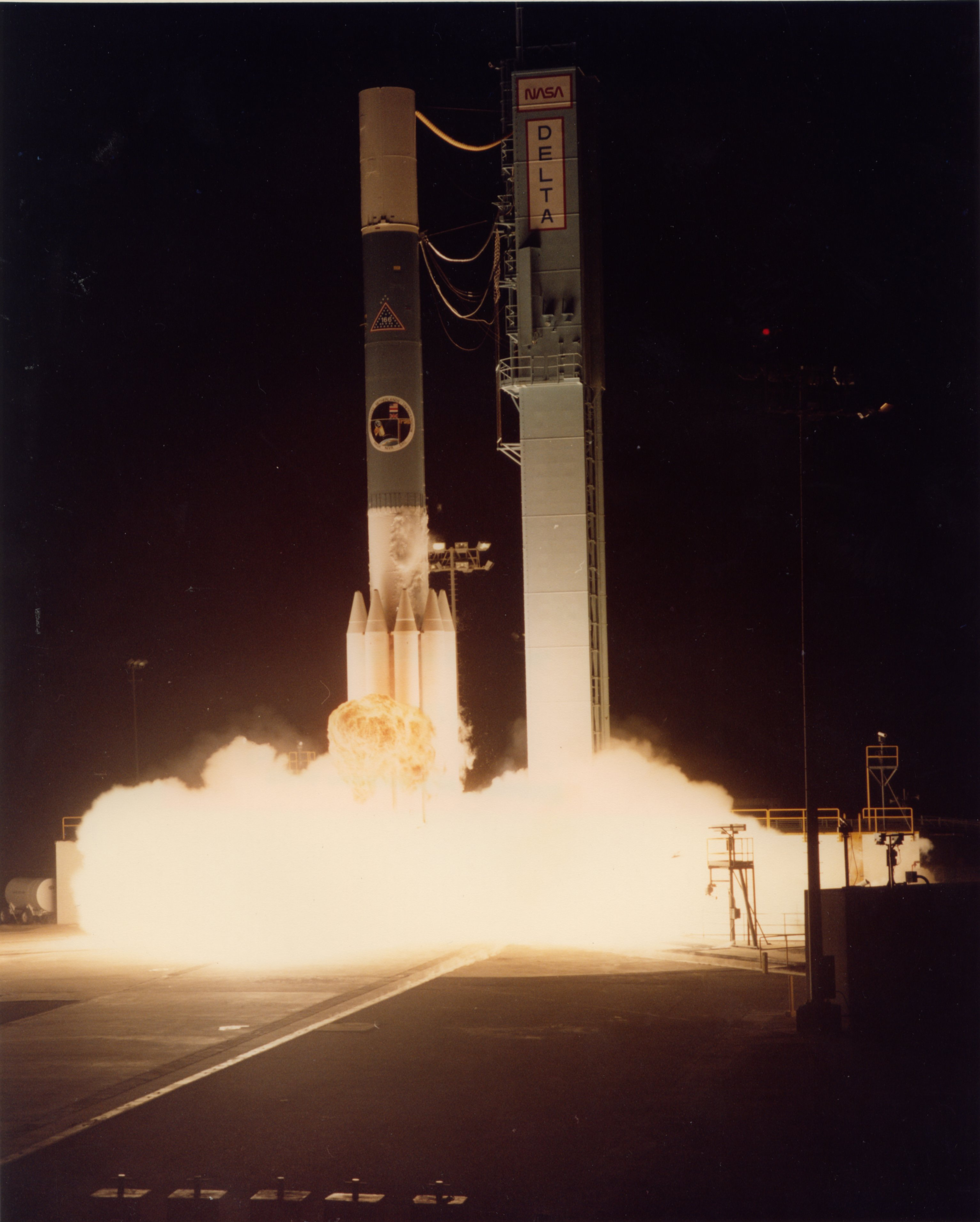
Start rakety Delta s družicí IRAS

Družice odstartovala s nosnou raketou Delta z kosmodromu Western Test Range 26. ledna 1983 v čase 02:17 UT. Dráha, na kterou byla družice navedena, byla velmi blízká polární dráze se sklonem k rovníku zhruba 99°. Pět dní po startu byl otevřen poklop dalekohledu a družice zahájila kalibrační měření. 10. února IRAS zahájila pravidelné vědecké pozorování.
Doba trvání aktivní činnosti byla omezena množstvím tekutého hélia, jehož spotřeba byla přibližně 300 g za den. Družice pracovala 10 měsíců, za tu dobu stihla čtyřikrát zmapovat 96 % oblohy, přičemž zaznamenala 350 000 infračervených zdrojů. K jejím významným objevům patří objev protoplanetárního disku kolem hvězdy Vega, či shluky teplého plynu zvané infračervené cirry, které jsou roztroušeny po celé obloze. IRAS byla také první družicí, která objevila kometu. Stalo se tak 25. dubna a kometa dostala označení 1983d IRAS-Araki-Alcock. 22. listopadu byly zásoby tekutého hélia vyčerpány, vědci však pokračovali v pozorování, dokud teplota nestoupla na 11 K (−262 °C). 23. listopadu družice ukončila svoji činnost a jako neaktivní těleso nadále obíhá kolem Země po dráze s perigeem zhruba 876 km, apogeem 911 km a sklonem 99,07°.
Všechny údaje získané družicí IRAS jsou uloženy v NSSDC (National Space Science Data Center) v Goddard Space Flight Center. Převážná část údajů se dá získat prostřednictvím internetu.

## Případná srážka v roce 2020
Na konci ledna 2020 se objevily zprávy, že 30. ledna po půlnoci středoevropského času by se měl IRAS jen velmi těsně minout s, též nefunkční, družicí GGSE-4 (Gravity Gradient Stabilization Experiment) patřící Letectvu Spojených států amerických. Nejmenší vzájemná vzdálenost by pravděpodobně měla být mezi 15–30 metry, pravděpodobnost srážky je však stále odhadována na 1 %. GGSE-4 váží jen 85 kg, má však 18metrovou tyč na stabilizaci pomocí gravitačního gradientu. Vzájemná rychlost družic je 14,7 km/s.